# Las de Barranco
Las de Barranco es una obra teatral escrita por el dramaturgo argentino Gregorio de Laferrère (Buenos Aires, 8 de marzo de 1867-Buenos Aires, 30 de noviembre de 1913) que fue estrenada el 24 de abril de 1908 en el Teatro Moderno por el elenco del Conservatorio Labardén con la dirección de Alfredo Duhau y que a lo largo de los años fue representada por diversos elencos en numerosas oportunidades tanto en teatro como en televisión. En 1921 Las de Barranco fue estrenada en París y en 1938 se filmó una película con el mismo nombre dirigida por Tito Davison.
Gregorio de Laferrère fue un político y dramaturgo argentino que nació en el seno de una familia de sólida fortuna. Tenía afición por el teatro y la primera obra que se representó fue ¡Jettatore! una comedia en tres actos, en 1904. 

## Sinopsis
Las de Barranco es una obra tragicómica, en la cual ronda el grotesco todo el tiempo; el capitán Barranco ha muerto y su viuda doña María y las tres hijas Carmen, Manuela y Pepa tratan de sobrevivir con la exigua pensión del gobierno, el subarriendo de algunas habitaciones de la casa y los regalos que gracias a las manipulaciones de doña María entregan diversos galanes que compiten por los favores de Carmen, tales como Rocamora, gerente de una tienda, Barroso, vecino dentista, Castro, el administrador que concurre a percibir el alquiler pero demora los cobros por las mismas razones.
En los dos primeros actos se expone el tema y presenta a los personajes. Doña María siempre pendiente de su situación económica se desvive por guardar las apariencias. Carmen, la hija más bella y lúcida, acata pasivamente la voluntad de la madre pero no comparte los propósitos de su madre. Pepa, más simplona que su hermana, y Manuela, que sólo se preocupa por la ropa y por eventuales novios. Los subinquilinos también pretenden a Carmen, ellos son Morales, un estudiante de medicina, y Linares, un joven escritor. Otros personajes son una sobrina de doña María, Petrona, y Pérez, el novio de ésta.
El tercer y cuarto acto está dedicado al nudo y al desenlace. Se agudiza el conflicto ya que Carmen corresponde al amor de Linares y le pide a doña María que la autorice a casarse. La madre se opone y declara abiertamente que el futuro económico de toda la familia depende de Carmen por lo que excluye tal casamiento y al mismo tiempo los dos inquilinos anuncian que dejan la casa. Finalmente la viuda fracasará en su intento de retenerla y Carmen se fugará con su novio.
Los temas de la obra son la soledad, la angustia, la desesperanza, el fingimiento, las tensiones entre los miembros, la necesidad de mantener "apariencias" ante la mirada de los demás, la hipocresía. A través de las diversas situaciones de la obra nos hallamos ante un retrato minucioso de los convencionalismos sociales, las premisas morales que no siempre se pueden defender, las estrategias del disimulo, la aceptación de la humillación y la lenta degradación de una familia...

## Críticas
La obra fue inspirada, al parecer, por la familia propietaria de una pensión en La Plata, en la que el autor residió en su juventud. Al comienzo era apenas un monólogo para el beneficio de la célebre actriz cómica Orfilia Rico, titulado Reíte un poco. La Rico vio las posibilidades del tema e insistió en que el autor lo ampliase. Así fue: el elenco original comprendió a la protagonista y, entre otros, a María Gámez, Lea Conti, Francisco Ducasse, Elías Alippi y un debutante de 16 años, Enrique Serrano. Llegó -cosa inusitada para la época- a las 146 representaciones y desde entonces se la repone a menudo, siempre con éxito.
El crítico Ernesto Schoo ha dicho sobre esta obra, considerada una pieza maestra en el desarrollo de la dramaturgia local: 

«Tal vez si Laferrère hubiera nacido y escrito en la patria de su padre -Alfonso de Laferrère, un inmigrante francés que prosperó en los años de oro de la Argentina-, su protagonista inmortal, doña María Barranco, tendría hoy el prestigio mundial de la Célimène de El misántropo, de Molière. ¿Por qué no? Tanta humanidad, tanta verdad artística tiene doña María como esa criatura de la Francia del siglo XVII. Como ella, trasciende a los años y se instala en el imaginario de los arquetipos reiterados en todo tiempo y lugar. Hubo doñas Marías en los imperios antiguos y las habrá en las galaxias del futuro, mientras la especie humana siga respondiendo a su patrón biológico ancestral. Y, a la vez, es tan profundamente criolla, porteña y argentina como para ser simultáneamente rechazada y compadecida por sus compatriotas. La reconocemos como nuestro prójimo y advertimos, no sin el espanto de que habló Borges, que su drama existencial (casi una tragedia) sigue teniendo vigencia aquí, un siglo después.»

## Personajes

### Protagonistas
- Doña María del Barranco: madre malvada, egoísta y prepotente que inspira temor pero no respeto. Viuda del Capitán Barranco.
- Carmen: es muy bella, tiene muchos pretendientes, es una de las tres hijas de Doña María, se enamora de Linares y se escapa con él.
- Pepa: otra de las tres hijas de Doña María, tiene mucho carácter, se enoja con facilidad y llega a veces a ser cruel e insoportable.Rebelde, pelea siempre con Carmen y Manuela por pequeñeces.
- Manuela: la hija menor del matrimonio Barranco, personaje que acostumbra estar en el balcón y tener muchos novios.
- Morales: estudiante de provincia. Es inquilino de Doña María. Al final de la obra, hace uno de los monólogos más importantes de la obra, en el cual le canta a Doña María unas cuantas verdades en la cara. Da a entender estar también enamorado de Carmen, pero acepta su amor por Linares.
- Linares: nuevo inquilino, el salvador de Carmen. Ama por sobre todas las cosas la escritura.
- Rocamora: dueño de un registro, a la vuelta de la Pensión de Doña María. Enamorado de Carmen, llevaba a ésta obsequios con el propósito de casarse con ella. Como esto no funciona intenta darle celos con Pepa, de la cual al final se enamora.

### Personajes secundarios
- Barroso: el dentista. Es muy idiota, ríe por cualquier cosa y llega a ser insoportable. Otro de los tantos pretendientes de Carmen.
- Castro: el cobrador. Otro enamorado de Carmen. Es muy seco. Doña María aprovecha su bondad para no pagar el alquiler, pero al final pierde su confianza con el cobrador.
- Petrona: sobrina de Doña María. Muy compinche de Manuela, aman visitar el balcón. En el Tercer acto, conocemos a su novio, Pérez, de quien en el Cuarto Acto, nos enteramos que le pega.
- Doña Rosario: mujer que viene a alquilar la pieza, pero que queda desconforme con el tamaño de la misma
- Pérez: novio de Petrona, es fotógrafo, trabaja para un diario. Le pega a Petrona.
- Jénaro: sirviente de Barroso.
- Cocinera: es la cocinera
- Muchacho: acompañante de Rocamora.